# Franklin Gardner

General Gardner

Franklin Gardner (* 29. Januar 1823 in New York, New York; † 29. April 1873 in Vermilionville, Louisiana) war Offizier des US-Heeres, Generalmajor im konföderierten Heer während des Sezessionskrieges und Pflanzer.

## Leben
Gardner wurde 1823 in New York geboren. Sein Vater war General im Britisch-Amerikanischen Krieg von 1812 und seine Mutter war eine Südstaatlerin aus Louisiana, wo sie Mitbesitzerin einer gut gehenden Plantage war. Nach seiner normalen Schulausbildung besuchte er die Militärakademie in West Point, New York, die er 1843 als 17. seines Jahrgangs erfolgreich abschloss. Kurze Zeit danach heiratete Gardner die Tochter von Alexander Mouton, dem damaligen Gouverneur von Louisiana. Sein Schwager Jean Jacques Alfred Alexander Mouton wurde ebenfalls ein prominenter General der Konföderierten und sein Schwiegervater heiratete nach dem Tod seiner ersten Frau Gardners ältere Schwester.
1861 quittierte Gardner den Dienst beim US-Heer und ging als Oberst zum konföderierten Heer. Am 6. und 7. April 1862 nahm er an der Schlacht von Shiloh teil und im Dezember übernahm er das Kommando über das strategisch wichtige Port Hudson, Louisiana, am Mississippi – 30 km nordöstlich von Baton Rouge, Louisiana – von General William Nelson Rector Beall.
Am 22. Mai 1863 erhielt Gardner den Befehl zur Evakuierung von Port Hudson, konnte diesen jedoch nicht mehr ausführen, da bereits rund 12.000 Soldaten der Marineinfanterie im Norden an Land gegangen waren und etwa 20.000 Mann aus dem Süden auf Port Hudson zu marschierten. Der erste Angriff erfolgte fünf Tage später, am 27. Mai. Die Belagerung von Port Hudson dauerte 47 Tage und endete erst am 9. Juli. Als Gardner an diesem Tag die Nachricht bekam, dass Vicksburg nach der vom 8. Mai bis 4. Juli andauernden Schlacht um Vicksburg gefallen war, ergab er sich den Unionstruppen und wurde gefangen genommen. 1864 wurde er ausgetauscht, ging zurück zum konföderierten Heer und diente bis Ende des Krieges unter dem Kommando von General Richard Taylor.
Nach dem Krieg kehrte Gardner zurück zu seiner Familie und baute seine Farm bei Vermilionville wieder auf, wo er 1873 verstarb.